# Historia de Moscú

Escudo de Moscú, que representa a San Jorge, patrón de la ciudad matando al dragón.

## Cronología

### Orígenes
El testimonio más antiguo de presencia humana en el territorio de Moscú data de la Edad de Piedra (yacimiento neolítico de Schúkinskaya en el río Moscova). Dentro de los límites modernos de la ciudad se han descubierto otros vestigios: el cementerio de la cultura Fatyánovskaya, las Colinas de los Gorriones (Vorobiovy Gory), el río Setun y el parque forestal de Kúntsevski. 
A finales del primer milenio, el territorio de Moscú y el óblast de Moscú estaban habitados por las tribus eslavas Vyátichi y Krívichi. A finales del siglo XI Moscú era una pequeña ciudad con un centro feudal y un suburbio dedicado al comercio situado en la desembocadura del río Neglínnaya

### Invasiones
La primera referencia rusa de Moscú data de 1147 con Yuri Dolgoruki; nueve años más tarde, en 1156, el príncipe Yuri Dolgoruki de Rostov ordenó la construcción de un muro de madera que rodeara la ciudad que tuvo que ser reconstruido varias veces. Tras el saqueo de 1237-1238, en el que los mongoles quemaron la ciudad y mataron a sus habitantes, Moscú se recuperó y se convirtió en 1327 en la capital de un principado independiente, el Principado de Moscú.
En 1300 Moscú fue gobernado por Daniil Aleksándrovich, el hijo de Aleksandr Nevski, un miembro de la dinastía Rúrik. Su posición favorable a las orillas del río Moscova contribuyó a su expansión constante. Moscú se convirtió en un estable y próspero principado y atrajo a un gran número de refugiados procedentes de toda Rusia. En 1304, Yuri de Moscú impugnó a Mijaíl de Tver para el trono del principado de Vladímir. Iván I sustituyó la ciudad de Tver como centro político del Principado de Vladímir-Súzdal y se convirtió en el único recolector de los impuestos para los gobernantes tártaro-mongoles, tras la invasión mongola de Rusia. Iván ganó una importante concesión del Khan mediante el pago de importantes tributos. A diferencia de otros principados, Moscú no fue dividido entre sus hijos, lo que lo mantuvo intacto.
Mientras el Khan de la Horda Dorada inicialmente trató de limitar la influencia de Moscú, cuando el crecimiento del Gran Ducado de Lituania comenzó a amenazar toda Rusia, el Khan fortaleció Moscú para contrarrestar a Lituania, lo que le permitió convertirse en una de las más poderosas ciudades de Rusia. En 1380, el príncipe Dmitri Donskói de Moscú dirigió al ejército ruso en una importante victoria sobre los tártaros en la batalla de Kulikovo que no obstante, no fue decisiva. Sólo dos años más tarde Moscú fue saqueada por el Khan Toqtamish. En 1480, Iván III rompió finalmente el dominio tártaro, lo que permitió a Moscú convertirse en el centro del poder en Rusia. Bajo reinado de Iván III, la ciudad se convirtió en la capital de un imperio que finalmente abarcaría toda la actual Rusia y otras tierras (véase Adquisiciones territoriales de Rusia).
En 1571, los tártaros de Crimea atacaron y saquearon Moscú, quemando todo, excepto el Kremlin. En 1609, el ejército sueco dirigido por Jacob Conde de la Gardie y Evert Horn comenzó su marcha de Veliki Nóvgorod hacia Moscú para ayudar al Zar Vasili Shuiski, entraron en Moscú en 1610 y reprimieron la rebelión contra el Zar, pero dejaron la ciudad a principios del año 1611, tras lo cual la ciudad fue invadida por el ejército de la Mancomunidad Polaco-Lituana, y Segismundo III Vasa trató de ocupar el trono ruso. En 1611 Moscú sufrió un gran incendio. En 1612, el pueblo de Nizhni Nóvgorod y otras ciudades rusas conducidos por el príncipe Dmitri Pozharski y Kuzmá Minin se levantaron contra los ocupantes polacos, sitiaron el Kremlin de Moscú y los expulsaron. Finalizado el Período Tumultuoso, en 1613 el Zemsky Sobor eligió a Miguel Románov como zar, estableciendo la dinastía Románov.

### La llegada de los Románov

Escudo de Armas de la Rusia Imperial.

El siglo XVII fue rico en levantamientos populares: la revuelta de la sal (1648), la revuelta del cobre (1662) y la Revuelta de Moscú en 1682 fueron las más importantes.
Moscú dejó de ser la capital de Rusia en 1703 cuando Pedro el Grande construyó San Petersburgo en la costa del mar Báltico. Cuando Napoleón invadió Rusia en 1812, los moscovitas quemaron la ciudad y la evacuaron, cuando las fuerzas de Napoleón se aproximaban el 14 de septiembre. El ejército de Napoleón, azotado por el hambre, el frío y las malas líneas de suministro, se vio obligado a retirarse y fue casi aniquilado por el devastador invierno ruso y los esporádicos ataques de las fuerzas militares rusas.
En enero de 1905, se instituyó en la ciudad la figura del Gobernador o Alcalde, y Aleksandr Adriánov  se convirtió en el primer alcalde oficial de Moscú.

### La Unión Soviética
En el comienzo del siglo XX, varios ataques armados y revueltas en Moscú y otras ciudades allanaron el camino a la Revolución de Febrero de 1917. El 12 de marzo de 1918, tras la Revolución de Octubre de 1917, el gobierno bolchevique trasladó su sede desde San Petersburgo de vuelta a Moscú, y esta se convirtió en la capital de la República Socialista Federativa Soviética de Rusia y cinco años más tarde de la Unión Soviética.
Durante la Gran Guerra Patria, el Comité de Defensa del Estado soviético y el Estado Mayor del Ejército Rojo permanecieron en Moscú. En 1941, se formaron entre los moscovitas dieciséis divisiones nacionales de voluntarios (más de 160.000 personas), veinticinco batallones (18.500 personas) y cuatro regimientos de ingeniería. En noviembre, el Grupo de Ejércitos Centro alemán fue detenido en las afueras de la ciudad y, a continuación, expulsado hacia fuera de la ciudad en el transcurso de la Batalla de Moscú. Se evacuaron muchas fábricas, junto con gran parte del gobierno, y a partir del 20 de octubre la ciudad fue declarada en estado de sitio. El resto de sus habitantes construyeron defensas antitanque, mientras que la ciudad era bombardeada desde el aire. Es de señalar que Stalin se negó a abandonar la ciudad, lo que significó que el personal general y el consejo de comisarios del pueblo permanecieran en la ciudad. A pesar del asedio y los bombardeos, la construcción del metro de Moscú continuó durante la guerra y al finalizar la guerra se abrieron nuevas líneas de metro. El 1 de mayo de 1944, se instituyeron la Medalla por la defensa de Moscú y en 1947 otra medalla En memoria del 800 aniversario de la fundación de Moscú. 
En 1964, las autoridades de la ciudad encargaron el desarrollo de un sistema automatizado de tráfico. Los primeros sensores del sistema se instalaron en siete intersecciones, su trabajo permitió mejorar la eficiencia del transporte en un 15%. El control remoto de los semáforos en las calles de la ciudad desde el centro de control se realizó mediante dos computadoras a través de cables telefónicos. En 1968, el desarrollo del sistema se completó, se llamó START. En ese momento, el ahorro de la aplicación de control automático de tráfico ascendió a 150 mil rublos. Las autoridades ordenaron extender este sistema a otras áreas de la ciudad (y combinar 1 mil semáforos de Moscú en un solo sistema). Como resultado, Moscú se convirtió en la primera ciudad de la URSS con control automático de tráfico.
El 8 de mayo de 1965, en conmemoración del 20 aniversario de la victoria en la Segunda Guerra Mundial, Moscú fue una de las doce ciudades soviéticas galardonadas con el título de Ciudad Heroica. 
En 1980, acogió la Juegos Olímpicos de Verano, que fueron boicoteados por los Estados Unidos y otros países occidentales debido a la participación de la URSS en la guerra de Afganistán (1978-1992).
En agosto de 1991, Moscú fue el escenario de un intento de golpe de Estado por miembros del gobierno opuestos a las reformas de Mijaíl Gorbachov. Cuando la URSS se disolvió en diciembre de ese mismo año, Moscú continuó siendo la capital de la Federación Rusa. 
Desde entonces, el surgimiento de una economía de mercado ha producido una explosión en el estilo de vida occidental, en la venta al por menor y en los servicios. En 1998, se organizaron los primeros Juegos Mundiales de la Juventud.

## Crecimiento de Moscú

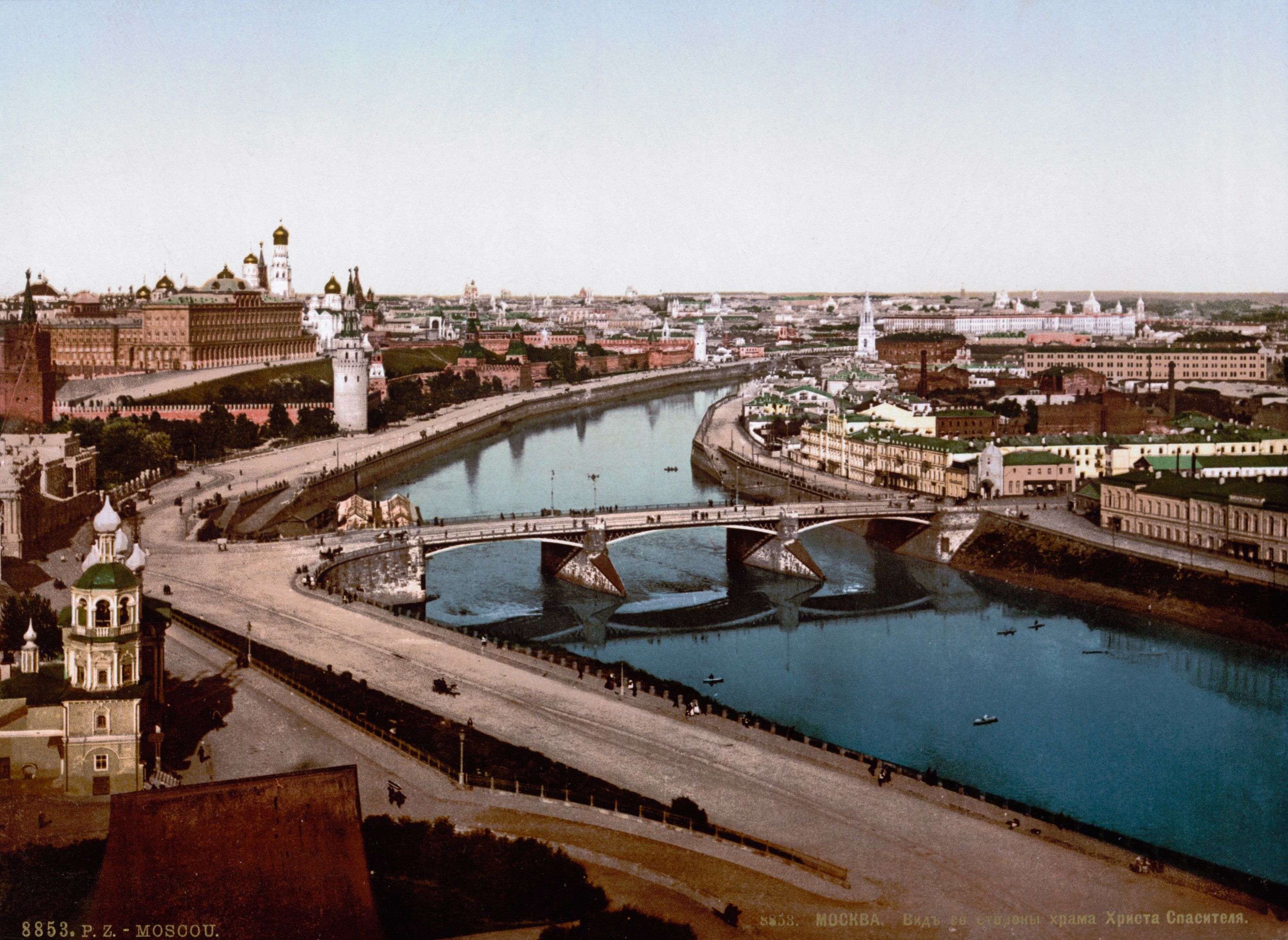
La orilla del río Moscova en el.

Como en la mayoría de los asentamientos medievales, al principio las fortalezas de Moscú eran necesarias para defenderla de los invasores, como los mongoles. En 1156, se construyó en la ciudad la primera fortaleza (sus cimientos fueron redescubiertos en 1960). Al este del Kremlin de Moscú creció un puesto de comercio, en la zona conocida como Zariadye (Зарядье). En tiempos de Iván III, se construyó la Plaza Roja. En los siglos XVI y XVII, se construyeron las tres defensas circulares: Kitay-gorod (Китай-город), la Ciudad Blanca (Белый город) y la Ciudad de Tierra (Земляной город). Sin embargo, en 1547, dos incendios destruyeron gran parte de la ciudad, y en 1571 los tártaros de Crimea capturaron Moscú, quemando todo excepto el Kremlin. Los anales rusos atestiguan que sólo sobrevivieron 30.000 de los 200.000 habitantes que tenía la ciudad. Los tártaros de Crimea atacaron de nuevo en 1591, pero esta vez fueron frenados por la defensa de los nuevos muros construidos entre 1584 y 1591 por un artesano llamado Fiódor Kon. En 1592, fue erigida una muralla de tierra exterior con 50 torres alrededor de la ciudad, incluyendo una zona en la orilla derecha del río Moscova. Como ultraperiféricas línea de defensa, se estableció una cadena de monasterios fortificados con firmeza más allá de las murallas al sur y al este, principalmente eran los monasterios Novodévichi, Donskói, Danílov, Símonov, Novospasski y Andrónikov, la mayoría de los cuales ahora son museos.

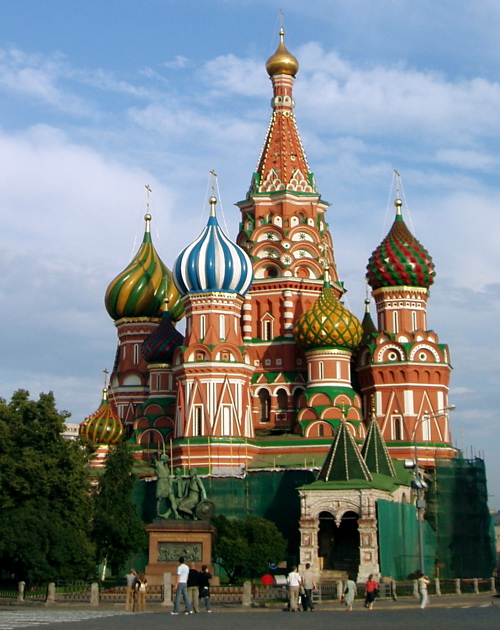
Catedral de San Basilio.

En 1700, comenzó la construcción de las carreteras de adoquines. En noviembre de 1730, se introdujo luz permanente en la calle. En 1883, cerca de las puertas Prechístinskiye, se instalaron lámparas de arco. En 1741 Moscú fue rodeado por una muralla de 25 millas de largo, la barrera Kámer-Kollezhski, con 16 puertas. Su línea traza hoy en día una serie de calles llamadas val ("murallas"). En 1813 se creó una Comisión para la Construcción de la Ciudad de Moscú. Se puso en marcha un gran programa de reconstrucción, incluida una parcial replanificación del centro de la ciudad. Entre los muchos edificios construidos o reconstruidos en este momento fueron el Gran Palacio del Kremlin y la Armería del Kremlin, la Universidad de Moscú y el Teatro Bolshói. 
Durante los años de la posguerra se produjo una grave crisis de la vivienda, lo que dio como resultado la construcción de edificios de viviendas popularmente llamadas jrushchovkas. Hay alrededor de 13 000 de estos normalizados y prefabricados bloques de pisos, siendo la vivienda de la mayoría de la población de Moscú. Estos apartamentos eran construidos directamente en la fábrica antes de ser trasladados y apilados en los edificios. La popular película cómica de la era soviética Ironía del Destino parodia este método de construcción. Un novio de regreso a casa tras su despedida de soltero pasa por el aeropuerto y se despierta por error en Leningrado, enviado allí por su amigo. El novio le da la dirección de su domicilio a un taxista para que lo lleve. La calle donde vive también existe en Leningrado, y utiliza su llave para abrir la puerta. Todos los muebles y pertenencias están tan normalizadas que no se da cuenta de que esa no es su casa hasta que la propietaria real vuelve. La película golpeó de tal forma la vida de los rusos, que la película se muestra ahora cada Nochevieja.

## Población histórica
La población de la ciudad está aumentando rápidamente. La ubicua presencia de legales e ilegales permanentes y temporales, además de la fusión de los emigrantes de los suburbios aumentan la población total a alrededor de 13,5 millones de personas.
| Año  | Población |
| ---- | --------- |
| 1350 | 30 000    |
| 1400 | 40 000    |
| 1600 | 100 000   |
| 1638 | 200 000   |
| 1710 | 160 000   |
| 1725 | 145 000   |
| 1738 | 138 400   |
| 1750 | 130 000   |
| 1775 | 161 000   |
| 1785 | 188 700   |
| 1800 | 250 000   |
| 1811 | 300 000   |
| 1813 | 215 000   |

| Año  | Población |
| ---- | --------- |
| 1825 | 241 500   |
| 1840 | 349 100   |
| 1852 | 373 800   |
| 1858 | 336 400   |
| 1864 | 351 600   |
| 1868 | 416 400   |
| 1871 | 601 969   |
| 1886 | 753 459   |
| 1891 | 822 400   |
| 1897 | 1 038 600 |
| 1900 | 1 175 000 |
| 1908 | 1 359 200 |
| 1912 | 1 617 157 |

| Año  | Población  |
| ---- | ---------- |
| 1915 | 1 817 000  |
| 1920 | 1 028 200  |
| 1926 | 2 019 500  |
| 1936 | 3 641 500  |
| 1939 | 4 137 000  |
| 1956 | 4 847 000  |
| 1959 | 5 032 000  |
| 1970 | 6 941 961  |
| 1979 | 7 830 509  |
| 1989 | 8 769 117  |
| 2002 | 10 126 424 |
| 2005 | 10 407 000 |